# Jiangmen
|  | No s'ha de confondre amb Jingmen. |

Jiangmen (xinès: 江门), alternativament romanitzat en cantonès com Kongmoon, és una ciutat a nivell de prefectura de la província de Guangdong, al sud de la República Popular de la Xina. Segons el cens de 2020, els seus tres districtes urbans, més la ciutat de Heshan que es trobava conurbada, amb 2.657.662 habitants ara formen part de la conurbació Guangzhou-Shenzhen amb 65.565.622 habitants i tota la prefectura tenia una població d'uns 4.798.090 habitants.

## Història
Jiangmen es va veure obligada a obrir-se al comerç occidental el 1904, després d'una declaració de 1902 que la va convertir en un port obert. Durant el període posterior d'influència occidental, es van construir una sèrie d'edificis d'estil occidental al llarg del passeig marítim de la ciutat, i actualment, el govern de la ciutat està participant en un projecte de renovació per restaurar molts d'aquests edificis.
El 6 d'agost de 1925, el govern provincial de Guangdong va posar Jiangmen sota l'administració directa del govern provincial. Jiangmen va rebre un govern de la ciutat el 26 de novembre del mateix any. El 1931, aquest estatus seria revocat, i la ciutat es va posar sota l'administració del comtat de Xinhui.
La ciutat va ser incorporada a la República Popular de la Xina el 23 d'octubre de 1949, i va ser proclamada ciutat el 1951. Més tard, la ciutat es va convertir en la seu de la prefectura de la regió de Sze Yup ("Quatre comtats") incloent Taishan, Kaiping, Xinhui i Enping. A la Xina continental la zona es va conèixer com els "Cinc Comtats" quan Heshan es va afegir a la jurisdicció de Jiangmen.
El juny de 1983, la ciutat va passar a ser una ciutat a nivell de prefectura.

## Geografia
La ciutat es troba al curs inferior del rius Xi i Tan, a l'oest del delta del riu Perla, al centre de la província meridional de Guangdong. Limita amb la mar de la Xina Meridional al sud i es troba a 100 quilòmetres de Guangzhou i Zhuhai per carretera. La ciutat de Jiangmen té una superfície de 9.260 quilòmetres quadrats, aproximadament una quarta part de la superfície del delta del riu Perla.

### Clima
El clima és subtropical, amb influències dels monsons. La temperatura mitjana anual és de 22,36 °C.

## Administració
| Divisions administratives de Jiangmen                                                               | Divisions administratives de Jiangmen | Divisions administratives de Jiangmen | Divisions administratives de Jiangmen | Divisions administratives de Jiangmen | Divisions administratives de Jiangmen | Divisions administratives de Jiangmen | Divisions administratives de Jiangmen | Divisions administratives de Jiangmen | Divisions administratives de Jiangmen | Divisions administratives de Jiangmen | Divisions administratives de Jiangmen |           |
| --------------------------------------------------------------------------------------------------- | ------------------------------------- | ------------------------------------- | ------------------------------------- | ------------------------------------- | ------------------------------------- | ------------------------------------- | ------------------------------------- | ------------------------------------- | ------------------------------------- | ------------------------------------- | ------------------------------------- | --------- |
| Pengjiang Jianghai Xinhui Taishan · (ciutat) Kaiping · (ciutat) Heshan · (ciutat) Enping · (ciutat) |                                       |                                       |                                       |                                       |                                       |                                       |                                       |                                       |                                       |                                       |                                       |           |
| Codi de divisió administrativa                                                                      | Nom                                   | Xinès simplificat                     | Pinyin                                | Superfície en km²                     | Població 2010                         | Seat                                  | Codi postal                           | Divisions                             | Divisions                             | Divisions                             | Divisions                             | Divisions |
| Codi de divisió administrativa                                                                      | Nom                                   | Xinès simplificat                     | Pinyin                                | Superfície en km²                     | Població 2010                         | Seat                                  | Codi postal                           | Subdistrictes                         | Ciutats                               | Comunitats residencials               | Pobles administratius                 |           |
| 440700                                                                                              | Ciutat de Jiangmen                    | 江门市                                | Jiāngmén Shì                          | 9.505,42                              | 4.450.703                             | Districte de Pengjiang                | 529000                                | 15                                    | 61                                    | 264                                   | 1051                                  |           |
| 440703                                                                                              | Districte de Pengjiang                | 蓬江区                                | Péngjiāng Qū                          | 321,97                                | 719.146                               | Subdistricte de Huanshi               | 529000                                | 6                                     | 3                                     | 84                                    | 56                                    |           |
| 440704                                                                                              | Districte de Jianghai                 | 江海区                                | Jiānghǎi Qū                           | 109,16                                | 254.313                               | Subdistricte de Jiangnan              | 529000                                | 3                                     | 0                                     | 23                                    | 36                                    |           |
| 440705                                                                                              | Districte de Xinhui                   | 新会区                                | Xīnhuì Qū                             | 1.354,72                              | 849.155                               | Subdistricte de Huicheng              | 529100                                | 1                                     | 10                                    | 31                                    | 193                                   |           |
| 440781                                                                                              | Ciutat de Taishan                     | 台山市                                | Táishān Shì                           | 3.286,30                              | 941.095                               | Subdistricte de Taicheng              | 529200                                | 1                                     | 16                                    | 36                                    | 277                                   |           |
| 440783                                                                                              | Ciutat de Kaiping                     | 开平市                                | Kāipíng Shì                           | 1.656,94                              | 699.242                               | Subdistricte de Changsha              | 529300                                | 2                                     | 13                                    | 41                                    | 226                                   |           |
| 440784                                                                                              | Ciutat de Heshan                      | 鹤山市                                | Hèshān Shì                            | 1.082,73                              | 494.938                               | Subdistricte de Shaping               | 529700                                | 1                                     | 9                                     | 26                                    | 112                                   |           |
| 440785                                                                                              | Ciutat d'Enping                       | 恩平市                                | Ēnpíng Shì                            | 1.693,60                              | 492.814                               | Subdistricte de Encheng               | 529400                                | 1                                     | 10                                    | 23                                    | 151                                   |           |